# Lista de episódios de Isa TKM
Isa TKM (Isa Te Kiero Mucho) é uma telenovela produzida pela Nickelodeon América Latina em parceria com a Sony Pictures Television. Originalmente escrita por Mariela Romero, foi dirigida por Arturo Manuitt, sendo a trama totalmente gravada na Venezuela. Foi exibida para toda a América Latina pela Nickelodeon entre 29 de setembro de 2008 e 20 de março de 2009.

## Sinopse
A trama que narra a história de Isabela Pasqualli, uma adolescente de 15 anos, que enfrenta os típicos problemas da idade, como seu primeiro amor, primeiro beijo e outros conflitos, como a descoberta de ser adotada, e a busca por seus pais verdadeiros. A novela aborda ainda assuntos como o bulliyng, gordofobia, autoestima, alcoolismo, o valor da amizade e outros temas do universo adolescente.

## Resumo dos capítulos
Abaixo encontram-se o resumo de todos os 105 capítulos exibidos ao longo de 21 semanas no ar nos canais filiais da emissora na América Latina e no Brasil, bem como no canal matriz dos Estados Unidos.

### Semana 1
| # | Título              | Exibição original      | Exibição no Brasil  | Exibição nos Estados Unidos |
| --- | ------------------- | ---------------------- | ------------------- | --------------------------- |
| 1 | Quem é Isa?         | 29 de setembro de 2008 | 6 de abril de 2009  | 22 de junho de 2009         |
| Isa (María Gabriela de Faría) arma um plano para que Linda (Micaela Castellotti) seja aceita no grupo de lideres de torcida da escola, mas quase é pega pelo professor. Alex (Reinaldo "Peche" Zavarce) e Micky (Manuel Colmenares) querem entrar no concurso de bandas e são incentivados pela professora, mas precisam achar um baterista para completar a equipe. Durante o jogo de futebol entre os meninos do colégio, Cristina (Milena Torres) se interessa por Alex. Ele a convida para sair, o que deixa Isa decepcionada. |                     |                        |                     |                             |
| 2 | No Meio da Confusão | 30 de setembro de 2008 | 7 de abril de 2009  | 23 de junho de 2009         |
| Isa liga os regadores do jardim na hora em que Cristina vai se encontrar com Alex, deixando todos molhados. Cristina conta para a professora Rigores (Francis Romero) o que Isa fez, mas Alex a defende e diz que foi só um acidente. Marina (Sabrina Seara) consegue emprego na mesma loja de discos em que Cristóvão (Donny Murati) trabalha e os dois saem juntos. Rebeca (Candy Montesinos) os vê e fica revoltada. Alex e Micky ouvem Marquinhos (Jefferson Brizgh), irmão mais novo de Isa, tocando bateria na loja de discos e o convidam para fazer parte da banda. Cristina e suas amigas combinam de ir à pizzaria de Antônio (Orlando Hérnandez), pai da Isa. Quando chegam lá, Cristina joga água em Isa e ela devolve jogando milk-shake na inimiga. |                     |                        |                     |                             |
| 3 | O Bilhete           | 1 de outubro de 2008   | 8 de abril de 2009  | 24 de junho de 2009         |
| Isa derrama milk-shake em Cristina e Alex se oferece para ajudá-la a se limpar. Cristovão vai atrás de Marina na pizzaria e ela aceita se encontrar com ele. Cristina conta a Rebeca que Cristóvão foi atrás de Marina. Rey (Willy Martin) fica com ciúmes de Cristina com Alex e planeja impedir que ele se inscreva no concurso de bandas. Alex manda um bilhete para Marquinhos através de Isa, mas ela pensa que o bilhete é para ela e vai se encontrar com ele. Cristina fica sabendo que Isa tem um encontro. |                     |                        |                     |                             |
| 4 | Mentira Romântica   | 2 de outubro de 2008   | 9 de abril de 2009  | 25 de junho de 2009         |
| Isa diz para Alex que foi ela quem ensinou Marquinhos a tocar bateria. Cristina pergunta para Linda com quem Isa foi se encontrar e descobre que é Alex. Rey tenta mexer no computador da diretoria do colégio, mas se esconde embaixo da mesa quando o treinador Olímpio (José Ángel Ávila) e a professora Rigores entram na sala. Ele descobre que eles têm um caso. Rebeca conta para Lucrécia (Verónica Cortéz), mãe de Cristóvão, sobre o interesse do seu filho em Marina. Rey diz a Cristina que Isa e Alex são namorados. |                     |                        |                     |                             |
| 5 | Boas e Más Notícias | 3 de outubro de 2008   | 10 de abril de 2009 | 26 de junho de 2009         |
| Cristóvão sai de casa e vai morar com seu primo Júlio (Javier Valcárcel), dono da loja de discos, depois de Lucrécia ofender Marina. Júlio diz que Isa lembra Jennifer (María Antonieta Castillo), sua antiga namorada com quem teve uma filha. Começa a competição de natação no colégio e Isa se trona a capitã da equipe de Cristina. Alex pede Cristina em namoro e ela aceita. Rey se oferece para ajudar Linda com o dever de Matemática e prova um de seus bolos. Alex convida Cristina e Vanessa (Virginia Gómez) para fazerem parte da banda. |                     |                        |                     |                             |

### Semana 2
| # | Título                                | Exibição original     | Exibição no Brasil  | Exibição nos Estados Unidos |
| --- | ------------------------------------- | --------------------- | ------------------- | --------------------------- |
| 6 | Mentira com Perna Curta               | 6 de outubro de 2008  | 13 de abril de 2009 | 29 de junho de 2009         |
| Cristina arma para tirar Isa da equipe de natação, mas Linda descobre e tudo sai errado para Cristina. Isa ganha a competição de natação e convida todos para comer na pizzaria de seu pai, mas quando todos estão lá, uma de suas mentiras é descoberta. As fofoqueiras do colégio espalham para todo mundo que Isa inventou um namorado. Alex e Rey marcam um duelo. Marina recebe uma ligação alertando que ela está sendo traída.                   |                                       |                       |                     |                             |
| 7 | Festa?                                | 7 de outubro de 2008  | 14 de abril de 2009 | 30 de junho de 2009         |
| Rebeca tenta aprontar com Lucrécia. Ela se encontra com Cristovão e a mãe em um restaurante e Marina os vê. Lucrécia fica brava, mas logo ela e Cristóvão percebem a armação. Cristina convida a banda para a festa de sua família. Alex vai atrás de Isa, porque acha que ela está brava com ele, mas o momento romântico dos dois é interrompido por Micky. Júlio contrata um detetive chamado Buscone (Luis Jherver) para procurar sua filha.        |                                       |                       |                     |                             |
| 8 | Remédio Caseiro                       | 8 de outubro de 2008  | 15 de abril de 2009 | 1 de julho de 2009          |
| Todos se preparam para a festa da família Ricalde. Cristóvão leva Marina, o que deixa Rebeca com raiva. Isa e Linda tentam entrar na festa mesmo sem convite, mas acabam fazendo a maior confusão. Alex defende Isa, deixando Cristina irritada. Ela não quer mais falar com ele e marca um encontro com Rey. Linda fica decepcionada quando descobre, mas ainda tenta ajudar Rey a tratar de uma espinha.                                              |                                       |                       |                     |                             |
| 9 | O Presente de Aniversário de Cristina | 9 de outubro de 2008  | 16 de abril de 2009 | 2 de julho de 2009          |
| Isa e Linda passam um creme na cara de Rey que o deixa cheio de manchas e ele, furioso, diz que nunca mais quer ver Linda na vida. Alex faz as pazes com Cristina e pede para ela ser mais legal com Isa. Cristina convida todos, inclusive Isa, Linda e Carlinhos (Ever Bastidas), para seu aniversário. Alex pede para Isa ensiná-lo a dançar, mas na festa ele dança com Cristina. Isa vê Alex e Cristina se beijando.                               |                                       |                       |                     |                             |
| 10 | Caos na Festa                         | 10 de outubro de 2008 | 17 de abril de 2009 | 3 de julho de 2009          |
| O beijo de Cristina e Alex faz Isa sair correndo da festa. Rey começa uma briga com Alex e os dois acabam na piscina, junto com os presentes, e são expulsos da festa. Rebeca ameaça Marina. Linda, Carlinhos e Marina procuram Isa por toda a parte, mas não a encontram. Cristina vai atrás de Alex na casa dele, mas ele não está lá. Alex e Isa se encontram na praia e perdem a noção do tempo, enquanto seus pais estão desesperados atrás deles. |                                       |                       |                     |                             |

### Semana 3
| # | Título                           | Exibição original     | Exibição no Brasil  | Exibição nos Estados Unidos |
| --- | -------------------------------- | --------------------- | ------------------- | --------------------------- |
| 11 | Uma Tarde de Cinema              | 27 de outubro de 2008 | 20 de abril de 2009 | 6 de julho de 2009          |
| Os pais de Isa chamam a polícia para procurá-la, mas é Marquinhos quem a encontra dormindo no terraço. As fofoqueiras do colégio espalham para todo mundo o que aconteceu na festa de Cristina. Isa e Alex estão de castigo. Stella (Dad Dáger) conta para Marina que gosta de Júlio. Enquanto isso, na escola, a professora Rigores inventa castigos para os meninos. Cristina fica sabendo que Alex e Isa sumiram juntos e fica furiosa. |                                  |                       |                     |                             |
| 12 | Esclarecer o que foi dito        | 28 de outubro de 2008 | 21 de abril de 2009 | 7 de julho de 2009          |
| Isa espera que Alex e Cristina não descubram sua mentira. Lucrécia pede desculpas para Cristóvão, promete não insultar mais Marina e ele decide voltar para casa. O detetive Buscone diz para Júlio que encontrou os pais de Jennifer. Um temporal atinge a cidade e suspende as aulas. No dia seguinte, os alunos formam um comitê para ajudar os atingidos pelo temporal. Isa e Cristina concorrem à presidência do comitê.              |                                  |                       |                     |                             |
| 13 | Em suas Marcas, prontos... Fora! | 29 de outubro de 2008 | 22 de abril de 2009 | 8 de julho de 2009          |
| Isa organiza uma maratona para arrecadar fundos para o colégio destruído. Cristina diz para Marquinhos que ela e Vanessa saíram da banda. Isa e Linda querem entrar para banda, mas Micky diz que logo Cristina vai mudar de ideia. Isa conversa com Alex pela internet sem ele saber que é ela. Isa e Rey ganham a maratona beneficente. Isa anuncia novos eventos no colégio, incluindo um show com a banda de Alex.                     |                                  |                       |                     |                             |
| 14 | Ingredientes Secretos            | 30 de outubro de 2008 | 23 de abril de 2009 | 9 de julho de 2009          |
| Começa o concurso gastronômico da escola e Cristina sabota os pratos de Isa e Linda, fazendo todos os que provaram ficar com dor de barriga. Isa descobre que foi Cristina quem armou, mas a professora Rigores decide investigar melhor a situação. Cristina aceita voltar para banda de Alex. Alex e Rey se inscrevem para o papel de Romeu na peça da escola. Rebeca beija Cristóvão à força e Marina os vê.                            |                                  |                       |                     |                             |
| 15 | Cris-Armadora                    | 31 de outubro de 2008 | 24 de abril de 2009 | 10 de julho de 2009         |
| O time do colégio vence o jogo intercolegial. Cristina volta a ensaiar com a banda e conta para Alex a mentira de Isa. Alex fica com raiva e vai tirar satisfações com Isa. Os eventos que Isa organizou são um sucesso e os alunos fazem uma homenagem para ela. Cristina e Isa se inscrevem para o papel de Julieta na peça da escola. Júlio diz para Cristóvão fazer uma serenata para Marina.                                          |                                  |                       |                     |                             |

### Semana 4
| # | Título              | Exibição original     | Exibição no Brasil  | Exibição nos Estados Unidos |
| --- | ------------------- | --------------------- | ------------------- | --------------------------- |
| 16 | Romeu e Julieta     | 3 de novembro de 2008 | 27 de abril de 2009 | 13 de julho de 2009         |
| Cristóvão faz uma serenata para Marina, mas quase vai parar na cadeia. Professora Rigores desiste de castigar Cristina pelo incidente no evento gastronômico. Os testes para a peça Romeu e Julieta aumentam a rivalidade entre Cristina e Isa, e Alex e Rey. Marina se recusa a ir trabalhar e conta toda a história para seus pais, que ficam furiosos com Cristóvão. Isa ganha o papel de Julieta e Alex o de Romeu, deixando Cristina irritada. |                     |                       |                     |                             |
| 17 | Beijo de Mentirinha | 4 de novembro de 2008 | 28 de abril de 2009 | 14 de julho de 2009         |
| Cristina e suas amigas armam para estragar a peça da escola. No dia da estreia, Isa convida Júlio para assistir a peça. Cristóvão vai com Rebeca e Marina vê os dois juntos. Vanessa e Rubi (Nathalie Guerrero) derrubam uma mistura em Isa e Alex na hora do beijo, mas são descobertas pelas gêmeas fofoqueiras Justa (Samantha Méndez) e Norma (Mayra Méndez).                                                                                   |                     |                       |                     |                             |
| 18 | Cristarântula       | 5 de novembro de 2008 | 29 de abril de 2009 | 15 de julho de 2009         |
| Carlinhos conta para Isa e Linda o que ouviu das gêmeas e elas obrigam as duas a contar tudo para a professora Rigores. Cristina pode ser expulsa do colégio, mas Isa a perdoa. Stella se declara para Júlio e o beija. Alex vê os dois e fica confuso. Isa conta para Alex que Cristina armou para estragar a peça, mas ele não acredita nela. |                     |                       |                     |                             |
| 19 | A Rainha            | 6 de novembro de 2008 | 30 de abril de 2009 | 16 de julho de 2009         |
| Cristina e as amigas têm que limpar o colégio. Stella se demite, mas Júlio a convence a ficar. Os professores criam um concurso para eleger a rainha do colégio. Isa e Cristina se inscrevem e fazem uma aposta: quem perder, vai ser escrava da outra até o fim do ano letivo. Stella oferece mais dinheiro para o detetive Buscone fingir que não encontrou Jennifer.                                                                             |                     |                       |                     |                             |
| 20 | A Votação           | 7 de novembro de 2008 | 1 de maio de 2009   | 17 de julho de 2009         |
| Alex volta a falar com sua namorada virtual. Isa e Cristina se preparam para a votação da rainha do colégio. Cristóvão vai atrás de Marina e ela o perdoa. Cristina compra votos com celulares. O detetive Buscone chantageia Stella, que inventa uma mentira para Júlio. Cristina ganha a eleição e Linda a acusa de compra de votos. |                     |                       |                     |                             |

### Semana 5
| # | Título               | Exibição original      | Exibição no Brasil | Exibição nos Estados Unidos |
| --- | -------------------- | ---------------------- | ------------------ | --------------------------- |
| 21 | Rainha Cristina I    | 10 de novembro de 2008 | 4 de maio de 2009  | 20 de julho de 2009         |
| Todos no colégio negam que foram subornados e a professora Rigores aceita a vitória de Cristina. Isa e Júlio se consolam. Cristóvão conta para Lucrécia que voltou com Marina e ela fica furiosa. Rey planeja roubar a canção da banda de Alex. Isa tem que cumprir a aposta que fez com Cristina. |                      |                        |                    |                             |
| 22 | Uma Proposta Musical | 11 de novembro de 2008 | 5 de maio de 2009  | 21 de julho de 2009         |
| Linda e Carlinhos querem provar a fraude na votação para Rainha do Colégio. Cristóvão diz para Rebeca que a usou para causar ciúmes em Marina. Cristina está tão ocupada com suas tarefas de rainha que não tem tempo para os ensaios e Alex decide tirá-la da banda. Ele vê sua foto no quarto de Isa e a chama para o lugar de Cristina. O detetive Buscone continua chantageando Stella e ela começa a beber.                                      |                      |                        |                    |                             |
| 23 | Aposta               | 12 de novembro de 2008 | 6 de maio de 2009  | 22 de julho de 2009         |
| Isa tem que pagar a aposta até nos finais de semana e Cristina ainda a obriga a usar um uniforme. Cristóvão e Marina decidem formalizar o namoro na frente de toda a família, mas Lucrécia não fica muito feliz com isso. Cristóvão conta a Rebeca que vai comprar um anel de compromisso para Marina. Rey faz uma proposta para Linda, mas ela não sabe se deve aceitar. O pai de Isa pede que professora Rigores investigue as eleições do colégio. |                      |                        |                    |                             |
| 24 | Celebração           | 13 de novembro de 2008 | 7 de maio de 2009  | 23 de julho de 2009         |
| Isa continua sendo humilhada por Cristina e suas amigas e decide se vingar. Júlio acha um absurdo a aposta das meninas, mas Ricardo (José Antonio Barrios), pai de Cristina e Rebeca, diz que é só uma brincadeira. Linda aceita a proposta de Rey. Cristóvão e Marina oficializam o namoro e Lucrécia decide participar da festa. Alex decide que não vai mais tocar na coroação de Cristina como Rainha do Colégio.                                 |                      |                        |                    |                             |
| 25 | Epidemia             | 14 de novembro de 2008 | 8 de maio de 2009  | 24 de julho de 2009         |
| Linda ajuda Rey a roubar a música de Alex. Cristina e Rey pegam catapora. Enquanto Isa é obrigada a cuidar de Cristina, Linda se propõe a ser enfermeira de Rey. Marina ganha uma bolsa de estudos na Itália, mas não quer aceitar por causa de Cristóvão. Alex decide terminar com Cristina, mas um acidente no caminho o impede de conversar com ela.                                                                                               |                      |                        |                    |                             |

### Semana 6
| # | Título                     | Exibição original      | Exibição no Brasil | Exibição nos Estados Unidos |
| --- | -------------------------- | ---------------------- | ------------------ | --------------------------- |
| 26 | Gordilinda Enfermeira      | 17 de novembro de 2008 | 11 de maio de 2009 | 27 de julho de 2009         |
| Stella fica desesperada ao saber o estado de Alex e o leva para o hospital. Cristóvão pede dinheiro a Júlio para poder ir morar na Itália com Marina. Cristina vai ao hospital escondida do pai, mas é expulsa, pois está com catapora. Alex perde a memória. Os pais de Marina não aceitam que eles vivam juntos sem se casar. |                            |                        |                    |                             |
| 27 | Mentiras com Pernas Longas | 18 de novembro de 2008 | 12 de maio de 2009 | 28 de julho de 2009         |
| Cristóvão e Marina decidem se casar, mas Lucrécia e Rebeca não ficam nada contentes com a notícia. Isa e Cristina vão à casa de Alex e começam a brigar. As duas contam mentiras para ele. Júlio diz a Stella que gostaria de iniciar um namoro com ela. |                            |                        |                    |                             |
| 28 | Preparativos               | 19 de novembro de 2008 | 13 de maio de 2009 | 29 de julho de 2009         |
| Alex diz que acredita que Isa é sua namorada e deixa Cristina morrendo de raiva. Os Pasquali recebem uma cobrança do banco e correm o risco de perder a pizzaria. Rebeca e Cristina planejam se vingar de Marina e Isa. Ricardo conta às filhas sobre os problemas financeiros dos Pasquali. Micky conta à Alex a verdade sobre quem é sua namorada.                                                                                                |                            |                        |                    |                             |
| 29 | Mudança de Planos          | 20 de novembro de 2008 | 14 de maio de 2009 | 30 de julho de 2009         |
| Está tudo pronto para o casamento de Marina e Cristóvão, mas Lucrécia se recusa a ir. Rey perde a voz. Antônio é chamado pelo banco para falar sobre empréstimo que contraiu. Rebeca e Cristina aparecem no casamento, que é interrompido. |                            |                        |                    |                             |
| 30 | Prisão Ricalde             | 21 de novembro de 2008 | 15 de maio de 2009 | 31 de julho de 2009         |
| Apesar da interrupção, tudo corre bem no casamento de Marina e Cristóvão. A dedetização do colégio deixa todos sem aula. O médico diz que Rey não poderá cantar. O Banco Ricalde nega empréstimo aos Pasquali, que terão de vender a pizzaria. Marina conta a Cristóvão sobre os problemas financeiros da família e diz que não pode mais ir para a Itália. Isa volta à casa de Cristina para terminar de pagar a aposta, mas acaba presa no porão. |                            |                        |                    |                             |

### Semana 7
| # | Título                  | Exibição original      | Exibição no Brasil | Exibição nos Estados Unidos |
| --- | ----------------------- | ---------------------- | ------------------ | --------------------------- |
| 31 | Na Escuridão            | 24 de novembro de 2008 | 18 de maio de 2009 | 3 de agosto de 2009         |
| Marina e Cristóvão contam aos Pasquali que não vão mais para a Itália e que não têm onde morar. Micky tenta ajudar Alex a recuperar a memória, tocando guitarra. Rey e seus amigos chamam Linda para cantar na banda deles. Cristina vai à casa de Alex tentar convencê-lo que é seu namorado. Alex conta aos Pasquali sobre a aposta de Cristina e Isa.                                  |                         |                        |                    |                             |
| 32 | Plano Malvado: Pizza    | 25 de novembro de 2008 | 19 de maio de 2009 | 4 de agosto de 2009         |
| Antônio, Alex e Linda acham Isa no porão da mansão dos Ricalde e o pai de Cristina fica furioso com as filhas. Júlio recontrata Cristóvão. Ele e Marina se mudam para a casa dos Pasquali, que não contam à Isa e Marquinhos sobre os problemas financeiros. Justa e Norma vêem Isa e Alex juntos no colégio. Um fiscal vai fazer uma visita à pizzaria.                                  |                         |                        |                    |                             |
| 33 | Linda Musical           | 26 de novembro de 2008 | 20 de maio de 2009 | 5 de agosto de 2009         |
| Júlio pretende pedir Stella em casamento. Alex passa mal durante o ensaio da banda, mas começa a se lembrar de algumas coisas. No hospital, o médico diz que ele está começando a recuperar a memória. Isa fica sabendo que a pizzaria foi embargada. Cristóvão pede ajuda à Rebeca para salvar o negócio da família Pasquali.                                                            |                         |                        |                    |                             |
| 34 | Lavagem Cerebral        | 27 de novembro de 2008 | 21 de maio de 2009 | 6 de agosto de 2009         |
| Marina fica furiosa com Cristóvão ao saber que ele foi pedir ajuda à Rebeca. O detetive Buscone descobre que Stella vai se casar com Júlio e volta a chantageá-la. Rebeca pede ao pai para comprar a pizzaria. Alex recupera a memória, mas não se lembra de nada de quando estava com amnésia. Isa fica arrasada.                                                                        |                         |                        |                    |                             |
| 35 | Alex recupera a Memória | 28 de novembro de 2008 | 22 de maio de 2009 | 7 de agosto de 2009         |
| Cristina diz para todo o colégio que os pais de Isa devem dinheiro. Alex tenta falar com Isa, mas ela sai correndo com vergonha. Rubi se encanta com novo visual de Carlinhos. Cristóvão quer se mudar para casa de Júlio, mas Marina não concorda. Isa arma confusão com a professora Rigores e pode ficar sem ir à excursão do colégio. Júlio pede a Alex a mão de Stella em casamento. |                         |                        |                    |                             |

### Semana 8
| # | Título               | Exibição original     | Exibição no Brasil | Exibição nos Estados Unidos |
| --- | -------------------- | --------------------- | ------------------ | --------------------------- |
| 36 | Acampamento          | 1 de dezembro de 2008 | 25 de maio de 2009 | 10 de agosto de 2009        |
| Linda quase não vai à excursão, porque perdeu o formulário, mas sua mãe chega a tempo de autorizá-la a viajar. Rebeca oficializa a compra da pizzaria, para desgosto da família Pasquali. Ela diz para Cristóvão que estava tentando salvar o negócio. Alex tenta falar com Isa, mas ela sai correndo e eles acabam se perdendo do acampamento. Isa se machuca e Alex a leva para uma cabana. |                      |                       |                    |                             |
| 37 | Perdidos             | 2 de dezembro de 2008 | 26 de maio de 2009 | 11 de agosto de 2009        |
| Alex e Isa continuam perdidos e a professora Rigores avisa aos pais. Cristóvão defende Rebeca e Marina fica com raiva dele. Pela manhã, o treinador Olímpio encontra Isa e Alex, mas Rigores cancela a excursão. Rebeca fica furiosa porque Antônio e Carminha (Liliana Meléndez) se atrasam no primeiro dia de trabalho. Marina enfrenta Rebeca. |                      |                       |                    |                             |
| 38 | Voltando à Realidade | 3 de dezembro de 2008 | 27 de maio de 2009 | 12 de agosto de 2009        |
| Todos estão de volta à cidade e Isa recebe a notícia sobre quem comprou a pizzaria. Rey recupera a voz e pode voltar a cantar. Cristina está morrendo de raiva de Isa e planeja se vingar, usando a pizzaria. Júlio diz a Stella que vai à Porto Esmeralda encontrar sua filha. Alex encontra Stella bêbada. Cristina flagra a professora Rigores e o treinador Olímpio se beijando. |                      |                       |                    |                             |
| 39 | Novo Menino          | 4 de dezembro de 2008 | 28 de maio de 2009 | 13 de agosto de 2009        |
| O DJ Diego (Everson Ruiz), que vai apresentar o concurso de bandas, fica sabendo que terá que conviver com os alunos da escola que será sede do concurso. Rosário (Marina Hernández), melhor amiga de Marquinhos, diz a ele que vai mudar de colégio. Todos os alunos devem fazer um trabalho sobre adoção e Isa cai no grupo de Cristina. Júlio descobre que Jennifer está viva. Mesmo recuperando a voz, Rey não consegue cantar, mas se recusa a aceitar Linda na banda. Rebeca muda toda a pizzaria. |                      |                       |                    |                             |
| 40 | Linda zangada        | 5 de dezembro de 2008 | 29 de maio de 2009 | 14 de agosto de 2009        |
| Isa quer resolver a situação entre Linda e Rey, mas acaba criando a maior confusão. Júlio recebe DJ Diego em sua casa. Cristina e suas amigas envenenam Linda contra Isa. Marina conta a Júlio que Stella está bebendo. Marquinhos e Rosário fogem do colégio e se perdem. |                      |                       |                    |                             |

### Semana 9
| # | Título                 | Exibição original      | Exibição no Brasil | Exibição nos Estados Unidos |
| --- | ---------------------- | ---------------------- | ------------------ | --------------------------- |
| 41 | Armação Cibernética    | 8 de dezembro de 2008  | 1 de junho de 2009 | 17 de agosto de 2009        |
| Todos estão preocupados com o desaparecimento de Marquinhos e Rosário. Um ataque cibernético contra Isa faz Linda ficar com mais raiva ainda de sua melhor amiga. Stella diz à Alex que eles vão mudar de cidade e não quer conversar com Júlio. Rey convida Linda para voltar à banda, mas ela recusa.                                                                |                        |                        |                    |                             |
| 42 | Péssimo Dia para Todos | 9 de dezembro de 2008  | 2 de junho de 2009 | 18 de agosto de 2009        |
| DJ Diego visita o colégio que receberá o concurso de bandas e fica encantado com Isa. Rey tem a oportunidade de aparecer em um programa de TV graças à Isa. Chega ao colégio a nova professora de História, e Isa, sem querer, arruma a maior confusão. Stella se demite da loja de música. Isa finalmente descobre porque Linda está brava com ela.                   |                        |                        |                    |                             |
| 43 | Plano Malévolo         | 10 de dezembro de 2008 | 3 de junho de 2009 | 19 de agosto de 2009        |
| Júlio fica deprimido após conversar com a mãe de Jennifer e Stella vai visitá-lo. Kiko (Aníbal Santiago Kabbabe) e Júnior (Jhostin Jiménez) expulsam Rey da banda. Ele tenta falar com Linda, mas acaba todo sujo de comida. Alex vê fotos de Isa e Rey e fica morrendo de ciúmes. Marina e Rebeca se enfrentam novamente. Alex briga com Isa.                         |                        |                        |                    |                             |
| 44 | Cristina               | 11 de dezembro de 2008 | 4 de junho de 2009 | 20 de agosto de 2009        |
| Depois de Vanessa e Rubi rebelarem-se contra Cristina, ela nomeia Justa e Norma como suas novas melhores amigas. Stella promete à Júlio e à Alex que não vai mais beber. Justa e Micky estão em clima de romance. Ricardo proíbe o namoro de Cristina. Marina ouve os pais falando sobre a adoção de Isa. DJ Diego se disfarça de aluno para encontrar Isa no colégio. |                        |                        |                    |                             |
| 45 | Diego ou Alex?         | 12 de dezembro de 2008 | 5 de junho de 2009 | 21 de agosto de 2009        |
| Rebeca proíbe Marina de entrar na pizzaria, fazendo Carminha e Antônio se demitirem. Kiko e Júnior dizem à Rey que ele só pode voltar para banda se convencer Linda a cantar. Rey esclarece com Linda tudo sobre as fotos e diz que Norma e Justa inventaram tudo. DJ Diego convida Isa para ir ao cinema.                                                             |                        |                        |                    |                             |

### Semana 10
| # | Título                              | Exibição original      | Exibição no Brasil  | Exibição nos Estados Unidos |
| --- | ----------------------------------- | ---------------------- | ------------------- | --------------------------- |
| 46 | Linda, Estrela de Rock              | 15 de dezembro de 2008 | 8 de junho de 2009  | 24 de agosto de 2009        |
| Isa sai com DJ Diego, deixando Alex morto de ciúmes e Cristina cheia de raiva. Linda faz as pazes com sua melhor amiga. Isa e Cristina brigam na frente do colégio todo e Alex resolve por um fim na discussão. Stella fica mal agora que Júlio e Jennifer se reencontraram. Rebeca finge arrependimento e pede aos Pasquali para voltarem a trabalhar para ela. |                                     |                        |                     |                             |
| 47 | Diego, o Inoportuno                 | 16 de dezembro de 2008 | 9 de junho de 2009  | 25 de agosto de 2009        |
| Isa tenta consolar Jennifer ao vê-la chorando, mas ela esconde um grande segredo. Linda fica muito triste com Rey, que decidiu se declarar para Cristina. Justa e Norma brigam por causa de Micky. DJ Diego se declara para Isa e dá um super presente à ela, mas o coração de Isa pertence à outro garoto, que também está apaixonado por ela.                  |                                     |                        |                     |                             |
| 48 | Outra Chance Perdida                | 17 de dezembro de 2008 | 10 de junho de 2009 | 26 de agosto de 2009        |
| Cristina está furiosa e por isso ordena que Justa e Norma saiam da banda de Alex. Ela tem um plano para se vingar de Isa e Alex e precisa da ajuda de DJ Diego. Alex volta a falar com sua namorada virtual pela internet e diz que está apaixonado. Norma finge ser Justa e arma uma confusão entre ela e Micky. Lucrécia pede desculpas à Marina.              |                                     |                        |                     |                             |
| 49 | Preparação para o Festival Nacional | 18 de dezembro de 2008 | 11 de junho de 2009 | 27 de agosto de 2009        |
| Isa consola Júlio, mas Jennifer não quer Isa envolvida em assuntos pessoais dele. Como parte do plano, DJ Diego entrevista Cristina em seu programa e depois eles desfilam como namorados. Cristina quer ser a nova cantora da banda de Rey, mas para isso, Linda precisa sair. Alex fica surpreso ao ouvir Isa cantar.                                          |                                     |                        |                     |                             |
| 50 | Propostas e Planos                  | 19 de dezembro de 2008 | 12 de junho de 2009 | 28 de agosto de 2009        |
| Linda está muito triste e Isa sai correndo para consolá-la. Cristina quer que as gêmeas entrem para a banda de Rey com ela, e Micky fica ainda mais furioso com Justa. Kiko e Júnior decidem sair da banda de Rey. Rebeca briga com Lucrécia por ter feito as pazes com Marina. Isa recebe uma proposta romântica.                                               |                                     |                        |                     |                             |

### Semana 11
| # | Título                              | Exibição original    | Exibição no Brasil  | Exibição nos Estados Unidos |
| --- | ----------------------------------- | -------------------- | ------------------- | --------------------------- |
| 51 | Finalmente!                         | 5 de janeiro de 2009 | 15 de junho de 2009 | 31 de agosto de 2009        |
| Isa aceita ser namorada de Alex. Norma vê tudo e conta para Cristina, que fica furiosa e arma um plano malévolo. Enquanto isso, Isa ensaia com a sua nova banda. Marina e Cristóvão se mudam para casa de Lucrécia. Isa vê cartazes com fotos de Cristina e Alex pela pizzaria e Rebeca conta que eles se reconciliaram.                                                  |                                     |                      |                     |                             |
| 52 | Festival Nacional de Bandas de Rock | 6 de janeiro de 2009 | 16 de junho de 2009 | 1 de setembro de 2009       |
| Isa e Alex percebem a armação e brigam com Cristina. Rey pede perdão à Linda, mas ela continua brava com ele. O Festival Nacional de Bandas de Rock começa e Cristina arma outro plano contra Isa. Na hora da apresentação, todos os instrumentos da banda de Alex somem e eles não podem mais se apresentar.                                                             |                                     |                      |                     |                             |
| 53 | Rey arrependido                     | 7 de janeiro de 2009 | 17 de junho de 2009 | 2 de setembro de 2009       |
| Júlio chega a tempo de salvar a banda de Alex. Isa surpreende a todos com sua voz e recebe uma proposta de contrato, mas para carreira solo. Rey está muito mal e Linda volta a falar com ele para consolá-lo. Micky perdoa Justa. Marina vira empresária de Isa. |                                     |                      |                     |                             |
| 54 | Decisões                            | 8 de janeiro de 2009 | 18 de junho de 2009 | 3 de setembro de 2009       |
| Isa decide que não pode assinar um contrato sem sua banda. Mas enquanto ela não diz isso a Alex, Cristina aproveita para fazer intrigas. A pizzaria está lotada de fãs da Isa. Rosário diz que viu Rey com os instrumentos que foram roubados e ele é expulso do colégio. Cristina chantageia a professora Rigores para não ter o mesmo castigo que Rey.                  |                                     |                      |                     |                             |
| 55 | Rey e Alex                          | 9 de janeiro de 2009 | 19 de junho de 2009 | 4 de setembro de 2009       |
| Alex e sua banda se apresentam no programa de Diego. Júlio desmascara o DJ e agora todos sabem que ele estava envolvido no plano de Rey e Cristina. Cristóvão não gosta do novo emprego de Marina, porque ela não tem mais tempo para sair com ele. Linda pede que Isa e Alex perdoem Rey e eles pedem à professora Rigores para reconsiderar a expulsão dele do colégio. |                                     |                      |                     |                             |

### Semana 12
| # | Título               | Exibição original     | Exibição no Brasil  | Exibição nos Estados Unidos |
| --- | -------------------- | --------------------- | ------------------- | --------------------------- |
| 56 | Mistérios do Passado | 12 de janeiro de 2009 | 22 de junho de 2009 | 7 de setembro de 2009       |
| Rey agradece Alex por tê-lo defendido para professora Rigores. Cristóvão e Marina brigam por causa do novo emprego de Marina e ela se demite da loja de música. Isa descobre o segredo de sua família e se sente muito mal. Ela não está bem para falar com ninguém, nem com Alex, só desabafando com Linda. Alex não entende as atitudes de Isa e acha que a fama subiu à cabeça dela. |                      |                       |                     |                             |
| 57 | Outra Isa            | 13 de janeiro de 2009 | 23 de junho de 2009 | 8 de setembro de 2009       |
| Cristina ouve Linda e Isa conversando. Ela conta para Isa que sabe que é adotada e diz que foi Linda quem a contou. Isa está furiosa com sua melhor amiga. Alex continua sem entender Isa, que é grossa com ele. A professora Rigores anula a expulsão de Rey do colégio. Stella volta a ser chantageada.                                                                               |                      |                       |                     |                             |
| 58 | Raul no Ataque       | 14 de janeiro de 2009 | 24 de junho de 2009 | 9 de setembro de 2009       |
| Cristina se faz de boazinha na frente de todos. Raul Clavatti (Oscar Cabreras), dono da gravadora de Isa, tem a ideia de fazer um reality show com sua contratada, mas ela continua fria com todos. Stella vai passar uma temporada na casa de campo e Alex fica na casa de Micky. Cristóvão está morrendo de ciúmes de Marina e Raul, que está interessado nela.                       |                      |                       |                     |                             |
| 59 | Linda ao Resgate!    | 15 de janeiro de 2009 | 25 de junho de 2009 | 10 de setembro de 2009      |
| Alex e Micky acham que Isa deixou a banda de fora do reality show. Rebeca faz a cabeça de Cristóvão contra Marina e aproveita para tirar fotos dela com Raul. Cristina chantageia DJ Diego para aparecer no programa de Isa. Ela é a primeira a ser entrevistada e ele revela na frente de todos o segredo de Isa. Linda fica furiosa e briga com Cristina.                             |                      |                       |                     |                             |
| 60 | Cristina Produções   | 16 de janeiro de 2009 | 26 de junho de 2009 | 11 de setembro de 2009      |
| Isa briga com Marina, mas as duas têm uma conversa e Isa se sente melhor com relação à adoção. Alex briga com Cristina e ela se faz de vítima. Rey vê Cristina chorando e vai consolá-la, deixando Linda falando sozinha. A professora de música do colégio se demite e Júlio é contratado como seu substituto. Isa e os Pasquali têm uma reunião de família, onde tudo é esclarecido.  |                      |                       |                     |                             |

### Semana 13
| # | Título                        | Exibição original     | Exibição no Brasil  | Exibição nos Estados Unidos |
| --- | ----------------------------- | --------------------- | ------------------- | --------------------------- |
| 61 | Me desculpe pelas Mentirinhas | 19 de janeiro de 2009 | 29 de junho de 2009 | 14 de setembro de 2009      |
| Isa faz as pazes com todos, inclusive com Linda. Cristina se faz de vítima para Alex e pede perdão à Isa, que não acredita em nada. Cristóvão e Marina continuam a brigar e ela vai dormir na casa dos pais. Linda prepara um bolo-cupido para Rey, mas Kiko e Júnior acabam comendo. O detetive Buscone vai atrás de Alex no colégio para saber de Stella.                                  |                               |                       |                     |                             |
| 62 | Cristina e suas Maldades      | 20 de janeiro de 2009 | 30 de junho de 2009 | 15 de setembro de 2009      |
| Alex se preocupa com o problema que a mãe o deixou. Kiko e Júnior continuam correndo atrás de Linda. Rosário volta a estudar com Marquinhos. Norma e Carlinhos começam a namorar. A gravadora suspende o reality show de Isa para fazer um videoclipe no colégio, mas as gravações são interrompidas por causa de um hamster.                                                                |                               |                       |                     |                             |
| 63 | Minifuneral                   | 21 de janeiro de 2009 | 1 de julho de 2009  | 16 de setembro de 2009      |
| Alex, sem querer, esmaga o hamster com o amplificador. Justa acusa Cristina de ter aberto a gaiola do roedor de Carlinhos. Todos os alunos acham Jennifer insensível. Cristina e Rebeca tentam fazer o bolo-cupido de Linda. Cristóvão vai ao cinema com Rebeca e Marina encontra um brinco no bolso da jaqueta dele.                                                                        |                               |                       |                     |                             |
| 64 | Problema Gordo                | 22 de janeiro de 2009 | 2 de julho de 2009  | 17 de setembro de 2009      |
| Marina decide se divorciar de Cristóvão. Linda prepara outro bolo-cupido, desta vez para Rey comer, mas ele recusa. Micky passa mal com o bolo queimado de Cristina e Rebeca. Norma e Justa não querem mais ser amigas de Cristina. O detetive Buscone volta a procurar Alex no colégio. |                               |                       |                     |                             |
| 65 | O Sonho de Rebeca             | 23 de janeiro de 2009 | 3 de julho de 2009  | 18 de setembro de 2009      |
| Alex decide ir atrás de sua mãe e, para isso, quer sair da banda e terminar o namoro com Isa. Norma e Justa voltam a ser amigas de Cristina. Marina coloca Cristóvão para fora de casa, mas começa a pensar melhor sobre seu casamento. Enquanto isso, Cristóvão vai desabafar com Rebeca. Isa e Cristina brigam no colégio e a professora Rigores prepara um castigo especial para as duas. |                               |                       |                     |                             |

### Semana 14
| # | Título                     | Exibição original     | Exibição no Brasil  | Exibição nos Estados Unidos |
| --- | -------------------------- | --------------------- | ------------------- | --------------------------- |
| 66 | Uma Emergência Musical     | 26 de janeiro de 2009 | 6 de julho de 2009  | 21 de setembro de 2009      |
| A banda de Isa faz uma reunião de emergência e Alex diz que precisa abandonar o conjunto. O videoclipe fica suspenso enquanto a banda não está completa. Cristina ouve tudo e se oferece para ajudar Alex. Marina discute com Rebeca e faz as pazes com Cristóvão.                                               |                            |                       |                     |                             |
| 67 | Super Cristina ao Resgate! | 27 de janeiro de 2009 | 7 de julho de 2009  | 22 de setembro de 2009      |
| Lucrécia encontra a carta que Stella deixou para Alex, mas Micky não a deixa ler. Isa vê Alex na casa de Cristina e acha que ele a enganou. Cristina pede que o pai ajude Alex a contratar um detetive para investigar o caso. Isa, Micky e Marquinhos escolhem um novo líder para a banda.                      |                            |                       |                     |                             |
| 68 | O Rei do Rock              | 28 de janeiro de 2009 | 8 de julho de 2009  | 23 de setembro de 2009      |
| Norma e Justa espalham para todo o colégio que Cristina e Alex foram viajar juntos, deixando Isa mal. Alex se esconde quando o detetive Buscone aparece na mansão dos Ricalde. Enquanto Isa conta quem estava atrás de Stella, Júlio procura a carta que ela deixou, mas Micky a entrega para Alex.              |                            |                       |                     |                             |
| 69 | A Verdade Verdadeira       | 29 de janeiro de 2009 | 9 de julho de 2009  | 24 de setembro de 2009      |
| Rey e Linda resgatam Isa da diretoria. Alex lê a carta de Stella e descobre toda a verdade sobre ela e o detetive Buscone, além de um segredo sobre Júlio. Cristina continua grudada com Alex e se faz de vítima. Norma e Justa descobrem que Cristina mentiu para elas. Rey ensaia com Micky, Marquinhos e Isa. |                            |                       |                     |                             |
| 70 | Luzes, Câmera e...         | 30 de janeiro de 2009 | 10 de julho de 2009 | 25 de setembro de 2009      |
| Rey sofre um pequeno acidente e quase não participa do videoclipe. Começam as gravações na pizzaria e Rebeca e Cristina querem roubar a cena. Alex vai às gravações e todos ficam bravos. Júlio ajuda Cristóvão a voltar a estudar música. Alex decide contar toda a verdade à Isa e a chama para conversar.     |                            |                       |                     |                             |

### Semana 15
| # | Título                          | Exibição original      | Exibição no Brasil  | Exibição nos Estados Unidos |
| --- | ------------------------------- | ---------------------- | ------------------- | --------------------------- |
| 71 | Universo Pasquali revirado      | 2 de fevereiro de 2009 | 13 de julho de 2009 | 28 de setembro de 2009      |
| Alex decide que não voltará para a banda e diz à Isa que não a ama mais. Uma confusão se arma porque Cristina ouve tudo e entende que é de novo namorada de Alex. Cristóvão diz a Mariana que ela deve ir para a Europa estudar com ele. Eles brigam e Marina volta para a casa dos pais. Cristina diz a todos que formará uma nova banda com Alex.        |                                 |                        |                     |                             |
| 72 | O Cupido está de Férias         | 3 de fevereiro de 2009 | 14 de julho de 2009 | 29 de setembro de 2009      |
| Rebeca leva Cristóvão ao restaurante onde Marina e Raul estão fazendo uma reunião. Cristóvão vê os dois e fica furioso. Alex e Rey brigam no colégio e a professora Rigores coloca os dois de castigo. Isa se distrai e não termina a prova de História. Alex vê Isa e DJ Diego e fica com ciúmes. Micky termina o namoro com Justa por causa de Cristina. |                                 |                        |                     |                             |
| 73 | A Vingança no Esporte           | 4 de fevereiro de 2009 | 15 de julho de 2009 | 30 de setembro de 2009      |
| Cristóvão e Marina têm uma conversa definitiva sobre seu casamento. Alex aceita a ideia de formar uma banda com Cristina. Enquanto isso, na aula de Educação Física, Isa acerta Cristina com a bola e ela vai direto para a enfermaria. Todos no colégio acusam Isa de agressão.                                                                           |                                 |                        |                     |                             |
| 74 | Na Escola e no Rock, vale tudo! | 5 de fevereiro de 2009 | 16 de julho de 2009 | 1 de outubro de 2009        |
| Cristóvão viaja para terminar os estudos, deixando Rebeca desconsolada. Professora Rigores e os pais de Isa têm uma conversa sobre o desempenho escolar dela e tomam uma decisão que deixa todos tristes. Antônio explica à Raul a razão pela qual Isa não poderá mais gravar o videoclipe.                                                                |                                 |                        |                     |                             |
| 75 | O Show não deve continuar       | 6 de fevereiro de 2009 | 17 de julho de 2009 | 2 de outubro de 2009        |
| Todos tentam pensar em uma forma de convencer os pais de Isa de que ela deve voltar para a banda. Marquinhos está bravo com Antônio e Carminha, porque eles destruíram seu sonho de ser baterista. Marina vai conversar com Lucrécia. Alex tenta consolar Isa, mas ela não quer ouví-lo.                                                                   |                                 |                        |                     |                             |

### Semana 16
| # | Título                            | Exibição original       | Exibição no Brasil  | Exibição nos Estados Unidos |
| --- | --------------------------------- | ----------------------- | ------------------- | --------------------------- |
| 76 | Procura-se Reparador              | 9 de fevereiro de 2009  | 20 de julho de 2009 | 5 de outubro de 2009        |
| Lucrécia acusa Marina de ter acabado com o casamento dela própria com Cristóvão e as duas brigam. Cristina dá uma ideia para Rebeca se vingar de Marina. Raul tenta se desculpar por ter ficado nervoso com Antônio, mas Marina não aceita. Isa toma uma decisão que pode salvar a banda e convoca uma reunião com os músicos.                              |                                   |                         |                     |                             |
| 77 | Linda, Intergalática Musical      | 10 de fevereiro de 2009 | 21 de julho de 2009 | 6 de outubro de 2009        |
| A banda aceita Linda como sua nova cantora. Raul consegue convencer Antônio a deixar Isa a voltar para banda. Antônio fica sabendo que sua mãe está doente, o que faz ele e Carminha voarem para a Itália. Jennifer pede desculpas à Isa, mas ela não aceita. Linda e Cristina brigam e ambas acabam indo para a diretoria.                                 |                                   |                         |                     |                             |
| 78 | Música Quântica super Instável    | 11 de fevereiro de 2009 | 22 de julho de 2009 | 7 de outubro de 2009        |
| Cristina recebe um castigo da professora Rigores. Isa não consegue dizer à Linda que ela não pode mais cantar na banda. Lucrécia e Rebeca estão furiosas, porque acham que Marina foi para a Itália. Kiko e Júnior encontram uma nova cantora para a banda. Cristina quer se vingar da professora Rigores e de Isa, e, por conta isso, inventa uma mentira. |                                   |                         |                     |                             |
| 79 | As Irmãs Ricalde atacam novamente | 12 de fevereiro de 2009 | 23 de julho de 2009 | 8 de outubro de 2009        |
| Linda é a garota mais popular do colégio. Isa está super preocupada com o que Cristina falou sobre seus pais e vai tirar satisfações com a professora Rigores. Linda se vinga de Cristina, trancando ela no depósito do colégio com Justa. Alex está a ponto de contar toda a verdade à Júlio, mas uma notícia muito triste interrompe a conversa dos dois. |                                   |                         |                     |                             |
| 80 | Pega na Saída                     | 13 de fevereiro de 2009 | 24 de julho de 2009 | 9 de outubro de 2009        |
| Rey irrita a todos, pois se acha o dono da banda. Isa continua achando que a professora Rigores pode ser sua mãe. Cristina e Justa são resgatadas do depósito. Carlinhos estraga o ensaio da banda de Kiko e Júnior e Norma fica furiosa com ele. Alex consola Isa, que está triste pela sua avó, mas Cristina chega para atrapalhar.                       |                                   |                         |                     |                             |

### Semana 17
| # | Título                              | Exibição original       | Exibição no Brasil  | Exibição nos Estados Unidos |
| --- | ----------------------------------- | ----------------------- | ------------------- | --------------------------- |
| 81 | O Blues das Zangadas                | 16 de fevereiro de 2009 | 27 de julho de 2009 | 12 de outubro de 2009       |
| Alex briga com Cristina e ela finge passar mal. Micky e Carlinhos estão deprimidos, pois perderam suas namoradas gêmeas. Rebeca coloca em prática seu plano de vingança e sai para jantar com Raul. Marina vai ao colégio conversar com a professora Rigores sobre as invenções de Cristina.                                                           |                                     |                         |                     |                             |
| 82 | Meia Linda: Laranja zangada!        | 17 de fevereiro de 2009 | 28 de julho de 2009 | 13 de outubro de 2009       |
| Linda descobre que não pode mais ficar na banda da pior maneira possível e agora não quer mais ser amiga de Isa. Justa conta para Cristina que Linda brigou com Isa. Jennifer vê Isa chorando e faz as pazes com ela. Rebeca diz à Raul que se ele lançar a banda de Cristina, o Banco Ricalde injetará muito dinheiro na sua gravadora.               |                                     |                         |                     |                             |
| 83 | Estrela estrelada                   | 18 de fevereiro de 2009 | 29 de julho de 2009 | 14 de outubro de 2009       |
| Começa a coletiva de imprensa com a banda de Isa, mas com Cristina e Alex interrompendo. Carlinhos e Norma voltam a namorar. Micky, Marquinhos, Rey e Isa são os garotos mais populares do colégio. Linda não quer ouvir as desculpas de Isa, mesmo depois que Alex a aconselha. Isa não sabe o que fazer para recuperar a amizade com Linda.          |                                     |                         |                     |                             |
| 84 | Acordes de Amor, Acordes de Traição | 19 de fevereiro de 2009 | 30 de julho de 2009 | 15 de outubro de 2009       |
| Isa e Alex cantam juntos no colégio, deixando Cristina com ciúmes. Linda continua sem falar com sua melhor amiga, mas mesmo assim a defende. DJ Diego está decidido a conquistar Isa. Cristina encontra novos músicos para sua banda e Norma tem uma grande decepção. Enquanto isso, Júlio tem uma conversa séria com Marina sobre a adoção de Isa.    |                                     |                         |                     |                             |
| 85 | Cristina quebra as Regras           | 20 de fevereiro de 2009 | 31 de julho de 2009 | 16 de outubro de 2009       |
| Júlio conta a Jennifer que Isa pode ser a filha deles e Alex ouve a conversa. Norma está arrasada com a traição de Kiko e Júnior, mas ela, Justa, Carlinhos e Rosário planejam uma vingança contra Cristina. Linda e Isa fazem as pazes e Isa faz um convite especial para sua melhor amiga. Vários jornalistas chegam para conhecer o colégio de Isa. |                                     |                         |                     |                             |

### Semana 18
| # | Título                                  | Exibição original       | Exibição no Brasil  | Exibição nos Estados Unidos |
| --- | --------------------------------------- | ----------------------- | ------------------- | --------------------------- |
| 86 | Luzes, Câmera... Dançar!                | 23 de fevereiro de 2009 | 3 de agosto de 2009 | 19 de outubro de 2009       |
| Raul aceita que Linda participe do videoclipe, cantando com Isa. Júlio e Jennifer finalmente descobrem quem é a filha deles. Cristina não pode mais se apresentar com sua banda, já que seus instrumentos foram roubados. Isa convida Alex e Cristina para cantar com ela. Rey fica bravo por Alex ter cantado com eles, mas Alex diz para ele não se preocupar, porque isso não vai se repetir.                 |                                         |                         |                     |                             |
| 87 | Toc-toc, Cristina, tem alguém aí?       | 24 de fevereiro de 2009 | 4 de agosto de 2009 | 20 de outubro de 2009       |
| Depois do show, Cristina se sente a mais famosa das cantoras, mas todos a esquecem quando Isa chega. Júlio, sem querer, deixa escapar seu segredo a DJ Diego, que promete não contá-lo a ninguém. Alex diz a Isa que sabe quem são seus verdadeiros pais, mas Cristina interrompe a conversa. Cristina fica arrasada com as coisas que Alex diz e Rey tenta consolá-la.                                          |                                         |                         |                     |                             |
| 88 | Rigores, a Diretora Biônica, usa seu... | 25 de fevereiro de 2009 | 5 de agosto de 2009 | 21 de outubro de 2009       |
| Linda não quer nunca mais falar com Rey, porque considera eleum traidor. Rebeca provoca Marina e acaba coberta de farinha. Alex e Rey se preparam para uma briga, mas a professora Rigores interrompe os dois. Ela está decidida a dar a eles o pior castigo que um aluno pode ter, mas primeiro quer saber quem os ajudou a organizar tudo.                                                                     |                                         |                         |                     |                             |
| 89 | Isa, te queremos!                       | 26 de fevereiro de 2009 | 6 de agosto de 2009 | 22 de outubro de 2009       |
| Rey, Alex e Carlinhos estão prestes a serem expulsos do colégio, mas Cristina chega para aumentar a confusão. A diretora, chantageada, decide expulsar quatro alunos. Todos fazem protestos contra a severa punição da professora Rigores, mas Marina chega para acalmar a diretora. Enquanto isso, Linda fica sabendo quem são os verdadeiros pais de Isa e decide contar toda a verdade para sua melhor amiga. |                                         |                         |                     |                             |
| 90 | O Pior Segredo guardado do Universo     | 27 de fevereiro de 2009 | 7 de agosto de 2009 | 23 de outubro de 2009       |
| Rebeca põe em prática seu plano contra Marina, que é levada do prédio por policiais. Cristina está furiosa, pois descobriu quem desapareceu com os instrumentos de sua banda. Isa não recebe bem a notícia sobre seus pais e até briga com Alex por ele ter escondido a verdade dela. DJ Diego conta a Júlio e Jennifer que não conseguiu guardar o segredo deles.                                               |                                         |                         |                     |                             |

### Semana 19
| # | Título                               | Exibição original  | Exibição no Brasil   | Exibição nos Estados Unidos |
| --- | ------------------------------------ | ------------------ | -------------------- | --------------------------- |
| 91 | Irmã Pasquali, a Foragida do Oeste   | 2 de março de 2009 | 10 de agosto de 2009 | 26 de outubro de 2009       |
| Com o apoio de Raul, Marina resolve temporariamente seu problema judicial, já que as investigações continuam. Linda está mal porque Rey continua gostando de Cristina. Enquanto isso, Cristina e Rebeca já espalharam para a imprensa que Isa pode ser expulsa do colégio e que Marina foi presa.                                                                |                                      |                    |                      |                             |
| 92 | Viagem sem Escalas da Itália para... | 3 de março de 2009 | 11 de agosto de 2009 | 27 de outubro de 2009       |
| Antonio e Carminha voltam para casa e já são chamados no colégio. A fofoca que Marina é uma ladra sai no jornal. Raul e Marina acusam Rebeca de ter mentido para a polícia. A professora Rigores faz reunião com os pais dos alunos que serão expulsos, mas é interrompida por policiais que querem interrogar os "cúmplices" de Marina.                         |                                      |                    |                      |                             |
| 93 | Ser Roqueiro não é crime!            | 4 de março de 2009 | 12 de agosto de 2009 | 28 de outubro de 2009       |
| Os policiais interrogam todos os alunos envolvidos no caso da pizzaria. Cristina pede a Rey que minta para os policiais, mas ele não sabe o que fazer. Jennifer e Júlio vão atrás de Isa e seus pais, mas ela os manda embora. Rebeca pede ajuda à Ricardo para conseguir condenar Marina, mas os policiais encerram as investigações.                           |                                      |                    |                      |                             |
| 94 | Cris-Armadora e Rey usado            | 5 de março de 2009 | 13 de agosto de 2009 | 29 de outubro de 2009       |
| Marquinhos e Rosário inventam uma mentira que faz com que o fiscal da vigilância sanitária visite a pizzaria. Rebeca fica sem seus empregados. Alex coloca um fim no namoro com Cristina, que faz de tudo para causar ciúmes no ex-namorado. Alex conta a Micky todos os segredos que estava escondendo. Júlio e Jennifer não desistem de falar com os Pasquali. |                                      |                    |                      |                             |
| 95 | Pasquali vs. Pais Biológicos         | 6 de março de 2009 | 14 de agosto de 2009 | 30 de outubro de 2009       |
| Isa tem uma conversa com seus pais adotivos e biológicos, mas se recusa a aceitar Júlio e Jennifer em sua vida. Cristina exige que Rey saia da banda de Isa. Raul e Marina organizam uma coletiva de imprensa para esclarecer sobre o pedido de prisão dela, mas são interrompidos por Cristina. Isa tem um encontro com um misterioso admirador secreto.        |                                      |                    |                      |                             |

### Semana 20
| # | Título                                | Exibição original   | Exibição no Brasil   | Exibição nos Estados Unidos |
| --- | ------------------------------------- | ------------------- | -------------------- | --------------------------- |
| 96 | Acorda, Rey!                          | 9 de março de 2009  | 17 de agosto de 2009 | 2 de novembro de 2009       |
| Júlio e Jennifer não sabem mais o que fazer para que Isa os aceite. Enquanto isso, Linda conta a Rey que Cristina está enganando-o, mas ele não acredita. Rey chega à lanchonete bem a tempo de descobrir toda a verdade. Isa tem um novo encontro com seu admirador secreto.                                                                                 |                                       |                     |                      |                             |
| 97 | Apaixonados por Música                | 10 de março de 2009 | 18 de agosto de 2009 | 3 de novembro de 2009       |
| Rey e Alex vão novamente à diretoria por brigar no colégio. Enquanto isso, a noticia de que Isa é filha de Júlio e Jennifer se espalha. Cristina abre a boca na aula e acaba na diretoria. Alex pede mais uma chance para tocar com Isa. Rey não sabe como pedir perdão à Linda.                                                                              |                                       |                     |                      |                             |
| 98 | Com B de Banda de Rock                | 11 de março de 2009 | 19 de agosto de 2009 | 4 de novembro de 2009       |
| Linda está muito magoada e não perdoa Rey, mas consegue o perdão de seus melhores amigos Kiko e Júnior. Enquanto isso, a banda da Isa ganha um novo integrante. Cristina dá um jeito de se livrar do castigo da professora Rigores, porém perde a amizade de Justa e Norma.                                                                                   |                                       |                     |                      |                             |
| 99 | Cristina e suas Lágrimas de Crocodilo | 12 de março de 2009 | 20 de agosto de 2009 | 5 de novembro de 2009       |
| Isa resolve dar uma chance para Júlio e Jennifer, e no fim, todos ficam sabendo quem são os pais biológicos dela. Ninguém mais no colégio quer ser amigo de Cristina e ela vai desabafar com Rebeca. Marina arma um plano para recuperar a pizzaria para os Pasquali. Cristina encontra a carta que Stella deixou para Alex.                                  |                                       |                     |                      |                             |
| 100 | 24 Armações de Cristina por Segundo   | 13 de março de 2009 | 21 de agosto de 2009 | 6 de novembro de 2009       |
| Começa a gravação do CD da banda de Isa. Rey tenta de tudo para conseguir o perdão de Linda, chegando até a escrever poemas. Enquanto isso, vários alunos anunciam a exibição de um documentário sobre o colégio. Ricardo daá uma péssima notícia para Cristina e Rebeca. Marina consegue negociar a compra da pizzaria com Rebeca. Cristina chantageia Alex. |                                       |                     |                      |                             |

### Semana 21
| # | Título                                | Exibição original   | Exibição no Brasil   | Exibição nos Estados Unidos |
| --- | ------------------------------------- | ------------------- | -------------------- | --------------------------- |
| 101 | 1, 2, 3... Alex e Cristina outra vez! | 16 de março de 2009 | 24 de agosto de 2009 | 9 de novembro de 2009       |
| Cristina fica furiosa com o documentário de Carlinhos e ordena que ele seja punido. Todos pensam que Alex está maluco por voltar a namorar com Cristina. Ela continua seu plano de chantagem e exige cada vez mais coisas de Alex. Rey se declara para Linda na frente de todo o colégio. |                                       |                     |                      |                             |
| 102 | Cuidado com a Aranha, Mosquito Alex!  | 17 de março de 2009 | 25 de agosto de 2009 | 10 de novembro de 2009      |
| O plano de Marina para comprar a pizzaria é desmascarado. A professora Rigores faz Carlinhos pedir desculpas à Cristina na frente de todos. Linda volta a ser cantora da banda. Isa sai com seus pais biológicos e com DJ Diego, que na volta, se declara para ela. |                                       |                     |                      |                             |
| 103 | A Alegria foi para o Buraco...        | 18 de março de 2009 | 26 de agosto de 2009 | 11 de novembro de 2009      |
| Isa grava a música de um compositor misterioso junto com Linda. Enquanto isso, os Pasquali formalizam a compra da pizzaria. Micky e Justa colocam em prática um plano para ajudar Alex. A família Ricalde não para de receber más noticias: agora eles terão que se mudar para o prédio de Isa. DJ Diego descobre quem é o compositor misterioso. |                                       |                     |                      |                             |
| 104 | Vizinhas e Rivais                     | 19 de março de 2009 | 27 de agosto de 2009 | 12 de novembro de 2009      |
| Alex leva Cristina para a comemoração na pizzaria. Todos a atacam e Isa a defende. Ricardo diz à Cristina e Rebeca que elas terão de trabalhar. Cristina é humilhada pelos colegas na escola e Alex a consola. Isa acredita que Alex realmente gosta de Cristina. Enquanto isso, Júlio contrata um novo gerente para a loja de discos. Os integrantes da banda de Isa dão autógrafos.                                                                              |                                       |                     |                      |                             |
| 105 | O Grande Final                        | 20 de março de 2009 | 28 de agosto de 2009 | 13 de novembro de 2009      |
| Lucrécia esnoba Rebeca por ela agora ser empregada da pizzaria. Cristina vê Isa chorando e entrega à ela a carta de Stella. Isa fica brava por Alex ter escondido a verdade e ele fica bravo com Cristina, mas, no fim, tudo não passa de um mal-entendido. Marina e Raul começam a namorar. Júlio e Jennifer anunciam o casamento deles. DJ Diego revela à Isa quem é o compositor misterioso. O ano escolar termina com um mega show da banda de Isa no colégio. |                                       |                     |                      |                             |